# Mistrovství Evropy juniorů v atletice 1975
3. Mistrovství Evropy juniorů v atletice – sportovní závod organizovaný EAA se konal v řeckých Athénách. Závod s odehrál ve dnech 22. srpna – 24. srpna 1975.

## Výsledky

### Muži
| Soutěž            | Zlato                                                            | Výkon      | Stříbro                                                                      | Výkon      | Bronz                                                                 | Výkon      |
| 100 m             | Werner Bastians                                                  | 10,52      | Jean-Claude Amoureux                                                         | 10,53      | Marian Woronin                                                        | 10,55      |
| 200 m             | Werner Bastians                                                  | 21,29      | Marc Machabey                                                                | 21,40      | Michael Gruse Eddy Albertin                                           | 21,53      |
| 400 m             | Henryk Galant                                                    | 46,88      | Peter Hoffmann                                                               | 47,27      | Bernd Reimann                                                         | 47,41      |
| 800 m             | Guy Gabrielli                                                    | 1:49,8     | Ioannis Konnari                                                              | 1:49,9     | Rüdiger Mohler                                                        | 1:50,0     |
| 1500 m            | Ari Paunonen                                                     | 3:44,8     | Dmitrij Dmitrijev                                                            | 3:45,1     | Sebastian Coe                                                         | 3:45,2     |
| 3000 m            | Yvan Naessens                                                    | 8:10,6     | Patriz Ilg                                                                   | 8:15,0     | José Luis González                                                    | 8:17,0     |
| 5000 m            | Pjotr Čerňuk                                                     | 14:18,0    | John Treacy                                                                  | 14:19,2    | Anatolij Dimov                                                        | 14:20,6    |
| 110 m překážek    | Alexandr Pučkov                                                  | 14,07      | Javier Moracho                                                               | 14,46      | Thomas Wild                                                           | 14,50      |
| 400 m překážek    | Andreas Münch                                                    | 51,26      | Volker Beck                                                                  | 51,46      | José Alonso                                                           | 51,57      |
| 2000 m překážek   | Mick Morris                                                      | 5:34,8     | Konstadínos Sakalis                                                          | 5:37,2     | Christer Ström                                                        | 5:37,4     |
| Štafeta 4 × 100 m | Francie Jean-Claude Amoureux Marc Machabey Jacques Matz Erik Guy | 40,07      | Západní Německo Werner Bastians Friedhelm Heckel Michael Gruse Robert Tempel | 40,25      | Španělsko Josep Carbonell Juan Reventer Miguel Arnau Angel Heras      | 40,52      |
| Štafeta 4 × 400 m | NDR Volker Beck Bernd Reimann Ronald Röder Andreas Münch         | 3:08,7     | Západní Německo Harald Schmid Ludger Zander Gerhard Trabert Volker Langsfeld | 3:09,0     | Polsko Henryk Galant Wiesław Puchalski Edward Antczak Marek Jakubczyk | 3:09,7     |
| Chůze na 10 000 m | Roland Wieser                                                    | 43:11,4    | Olaf Pilarski                                                                | 43:49,0    | Nikolaj Winničenko                                                    | 44:08,2    |
| Skok do výšky     | Jacek Wszoła                                                     | 2,22 m     | Vladimir Andrejev                                                            | 2,20 m     | Giordano Ferrari                                                      | 2,16 m     |
| Skok o tyči       | Alexandr Dolgov                                                  | 5,00 m     | Felix Böhni                                                                  | 4,80 m     | Alexandr Vostrikov                                                    | 4,80 m     |
| Skok daleký       | Leszek Dunecki                                                   | 7,98 m     | Joachim Verschl                                                              | 7,93 m     | Jaroslav Priščák                                                      | 7,84 m     |
| Trojskok          | Aston Moore                                                      | 16,16 m    | Gennadij Kovtunov                                                            | 16,06 m    | Miloš Srejović                                                        | 15,99 m    |
| Vrh koulí         | Volodimir Kiseljov                                               | 18,27 m    | Roland Höhne                                                                 | 18,16 m    | Luc Viudes                                                            | 17,36 m    |
| Hod diskem        | Helmut Klink                                                     | 55,48 m    | Kiril Georgiev                                                               | 54,84 m    | Igor Duginiec                                                         | 53,70 m    |
| Hod kladivem      | Detlef Gerstenberg                                               | 70,08 m    | Klaus Ploghaus                                                               | 65,90 m    | Sergej Litvinov                                                       | 64,44 m    |
| Hod oštěpem       | Ivan Gromov                                                      | 77,92 m    | Udo Maussnest                                                                | 76,00 m    | Jurij Kopilov                                                         | 75,54 m    |
| Desetiboj         | Eckart Müller                                                    | 7 706 bodů | Georg Werthner                                                               | 7 468 bodů | Anatolij Novikov                                                      | 7 424 bodů |

### Ženy
| Soutěž            | Zlato                                                                         | Výkon      | Stříbro                                                                               | Výkon      | Bronz                                                                                  | Výkon      |
| 100 m             | Petra Koppetschová                                                            | 11,34      | Marlies Oelsnerová                                                                    | 11,43      | Wendy Clarke                                                                           | 11,53      |
| 200 m             | Petra Koppetschová                                                            | 23,20      | Wendy Clarke                                                                          | 23,85      | Silvia Schinzelová                                                                     | 23,93      |
| 400 m             | Christina Brehmerová                                                          | 51,27      | Marita Kochová                                                                        | 51,60      | Rosine Wallez                                                                          | 52,55      |
| 800 m             | Olga Commandeurová                                                            | 2:05,8     | Zora Tomčićová                                                                        | 2:06,1     | Rita Thijsová                                                                          | 2:06,1     |
| 1500 m            | Angelika Kuhse                                                                | 4:18,6     | Loa Olafssonová                                                                       | 4:19,6     | Gabriella Dorio                                                                        | 4:19,6     |
| 100 m překážek    | Laurence Lebeau                                                               | 13,77      | Ute Glatte                                                                            | 13,98      | Xénia Sisková                                                                          | 14,07      |
| Štafeta 4 × 100 m | NDR Petra Koppetsch Marlies Oelsnerová Margit Sinzelová Christina Brehmerová  | 44,05      | Polsko Elżbieta Stachurska Barbara Mika Zofia Filipová Ewa Witkowska                  | 44,93      | Západní Německo Claudia Stegerová Dagmar Schentenová Birgit Seiringová Ina Wallburgová | 45,32      |
| Štafeta 4 × 400 m | NDR Christina Brehmerová Marita Kochová Margit Sinzelová Hildegard Ullrichová | 3:33,7     | Západní Německo Angelika Stachowiczová Maria Kögelová Ursula Hooková Heike Neumannová | 3:37,9     | Spojené království Anne Clarksonová Diane Heathvá Ruth Kennedy Karen Williamsová       | 3:39,1     |
| Skok do výšky     | Ala Fiedorczuková                                                             | 1,88 m     | Susann Sundkvistová                                                                   | 1,86 m     | Brigitte Holzapfelová                                                                  | 1,80 m     |
| Skok daleký       | Irina Židovová                                                                | 6,36 m     | Birgit Grimmová                                                                       | 6,31 m     | Doina Spinu                                                                            | 6,30 m     |
| Vrh koulí         | Viržinia Veselinovová                                                         | 17,30 m    | Żivka Dimitrova                                                                       | 17,05 m    | Karin Kracik                                                                           | 16,21 m    |
| Hod diskem        | Katrin Wenzelová                                                              | 55,06 m    | Katalin Csőke                                                                         | 50,48 m    | Tanja Račevová                                                                         | 50,46 m    |
| Hod oštěpem       | Leolita Blodniece                                                             | 60,62 m    | Drahomíra Dryeová                                                                     | 57,44 m    | Věra Portnová                                                                          | 55,62 m    |
| Pětiboj           | Brigitte Holzapfelová                                                         | 4 450 bodů | Andrea Seegerová                                                                      | 4 389 bodů | Petra Prennerová                                                                       | 4 363 bodů |

## Medailové pořadí
| Umístění | Stát                       | Zlato | Stříbro | Bronz | Celkem |
| -------- | -------------------------- | ----- | ------- | ----- | ------ |
| 1.       | NDR                        | 12    | 8       | 2     | 22     |
| 2.       | Sovětský svaz              | 8     | 3       | 8     | 19     |
| 3.       | Západní Německo            | 4     | 7       | 4     | 15     |
| 4.       | Polsko                     | 3     | 1       | 2     | 6      |
| 5.       | Francie                    | 3     | 2       | 1     | 6      |
| 6.       | Spojené království         | 2     | 2       | 3     | 7      |
| 7.       | Bulharská lidová republika | 1     | 2       | 1     | 4      |
| 8.       | Finsko                     | 1     | 1       | 0     | 2      |
| 9.       | Belgie                     | 1     | 0       | 2     | 3      |
| 10.      | Nizozemsko                 | 1     | 0       | 0     | 1      |
| 11.      | Řecko                      | 0     | 2       | 0     | 2      |
| 12.      | Španělsko                  | 0     | 1       | 3     | 4      |
| 13.      | Rakousko                   | 0     | 1       | 2     | 3      |
| 14.      | Československo             | 0     | 1       | 1     | 2      |
| 14.      | Maďarská lidová republika  | 0     | 1       | 1     | 2      |
| 14.      | SFR Jugoslávie             | 0     | 1       | 1     | 2      |
| 14.      | Švýcarsko                  | 0     | 1       | 1     | 2      |
| 18.      | Dánsko                     | 0     | 1       | 0     | 1      |
| 18.      | Irsko                      | 0     | 1       | 0     | 1      |
| 20.      | Itálie                     | 0     | 0       | 3     | 3      |
| 21.      | Rumunská lidová republika  | 0     | 0       | 1     | 1      |
| 21.      | Švédsko                    | 0     | 0       | 1     | 1      |
| Celkem   | Celkem                     | 36    | 36      | 37    | 109    |